# イギリス国鉄166形気動車
166形（Class 166）は、1992年に登場したイギリス国鉄の気動車の形式である。「ネットワーカー・ターボ・エクスプレス」の愛称があり、ロンドン・パディントン駅からのグレート・ウェスタン本線系統の近郊・長距離速達列車に投入された。

## 概要
1990年登場の165形「ネットワーク・ターボ」の改良型となる形式であり、1992年から1993年にかけて3両編成21本が製造された。165形と比較して、空調装置の搭載、トイレを1編成あたり1箇所から2箇所への増加など、より長距離輸送に強化した設備を有している。

## 運用
国鉄時代はネットワーク・サウスイーストに所属し、民営化後の2017年現在はグレート・ウェスタン・レールウェイが運用している。登場以来長らくパディントン駅からのグレート・ウェスタン本線系統で運用されていたが、2017年のパディントン駅近郊区間の電化に伴い、166形はブリストル近郊へ順次転出している。